# Legio IIII Macedonica

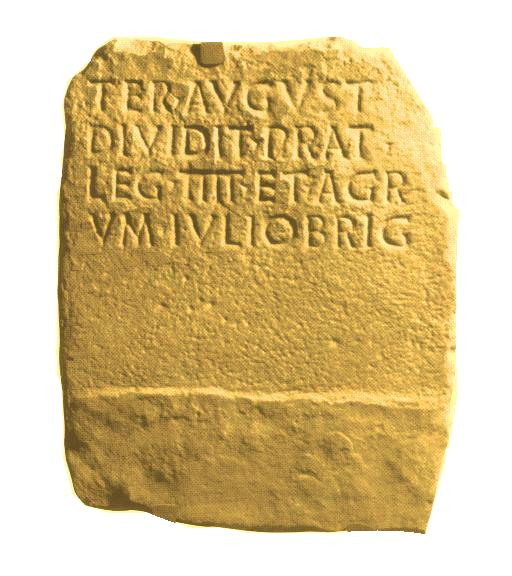
Ter(minus) August(alis) / dividit prat(a) / leg(ionis) IIII (Macedonicae) et agr/um Iuliobrigensium.
Pietra di confine tra i territori della colonia Iuliobriga, in Cantabria, e quelli di pertinenza della Legio IIII.

La Legio IIII Macedonica ("dalla Macedonia") fu una legione romana creata da Gaio Giulio Cesare nel 48 a.C. e sciolta nel 70 dall'imperatore Vespasiano. I simboli della legione erano il toro e il capricorno.

## Storia

### Periodo repubblicano
Cesare formò la IIII legione con legionari italici in occasione della guerra civile contro Pompeo: dopo aver attraversato il Rubicone, il futuro dittatore a vita creò la IIII legione prima di attraversare l'Adriatico e inseguire i suoi nemici in Grecia. La Legio IIII entrò in azione nella battaglia di Dyrrhachium e in quella di Farsalo, nella quale Cesare sconfisse Pompeo.
Dopo la fine della guerra civile la legione fu inviata in Macedonia: per tale servizio ricevette il cognomen "Macedonica".

### Periodo imperiale
La Legio IIII Macedonica fu una delle formazioni che passarono al servizio del giovane Cesare Ottaviano all'inizio della guerra di Modena contro Marco Antonio; nella battaglia di Forum Gallorum la legione ebbe un ruolo decisivo rovesciando l'esito dei combattimenti a favore del console Aulo Irzio e del propretore Ottaviano. Il futuro Augusto, Ottaviano, utilizzò la legione IIII del padre adottivo prima contro i suoi assassini alla battaglia di Filippi (42 a.C.) e poi contro Marco Antonio nella battaglia di Azio (31 a.C.). Divenuto ormai l'unico padrone di Roma, Ottaviano riorganizzò l'esercito, inviando la IIII Macedonica in Hispania Tarraconensis (30 a.C.), per partecipare alle guerre cantabriche. Dopo la vittoria, ottenuta solo nel 13 a.C., la legione rimase nella provincia, anche se vessillazioni della IIII furono inviate in tutta la penisola iberica.
Nel 43 l'imperatore Claudio organizzò una campagna per la conquista della Britannia e portò con sé alcune legioni: la Macedonica venne trasferita a Mogontiacum (moderna Magonza) in Germania Superiore, per occupare il campo della XIIII Gemina. Nell'Anno dei quattro imperatori (69), la IIII Macedonica e la XXII Primigenia sostennero Vitellio, governatore della Germania Superior, prima contro Otone e poi contro Vespasiano, che sarebbe poi divenuto imperatore. L'anno non era terminato che la rivolta batava scoppiò, impegnando per diversi mesi cinque legioni romane e causando la resa di quattro di loro. La IIII difese Moguntiacum agli ordini di Quinto Petillio Cereale, ma Vespasiano ne ordinò lo scioglimento, non tanto perché avessero demeritato nell'affrontare i ribelli, ma piuttosto per il loro sostegno a Vitellio; poco dopo, la legione fu ricostituita col nome di Legio IIII Flavia Felix.